# Eriksberg (öl)

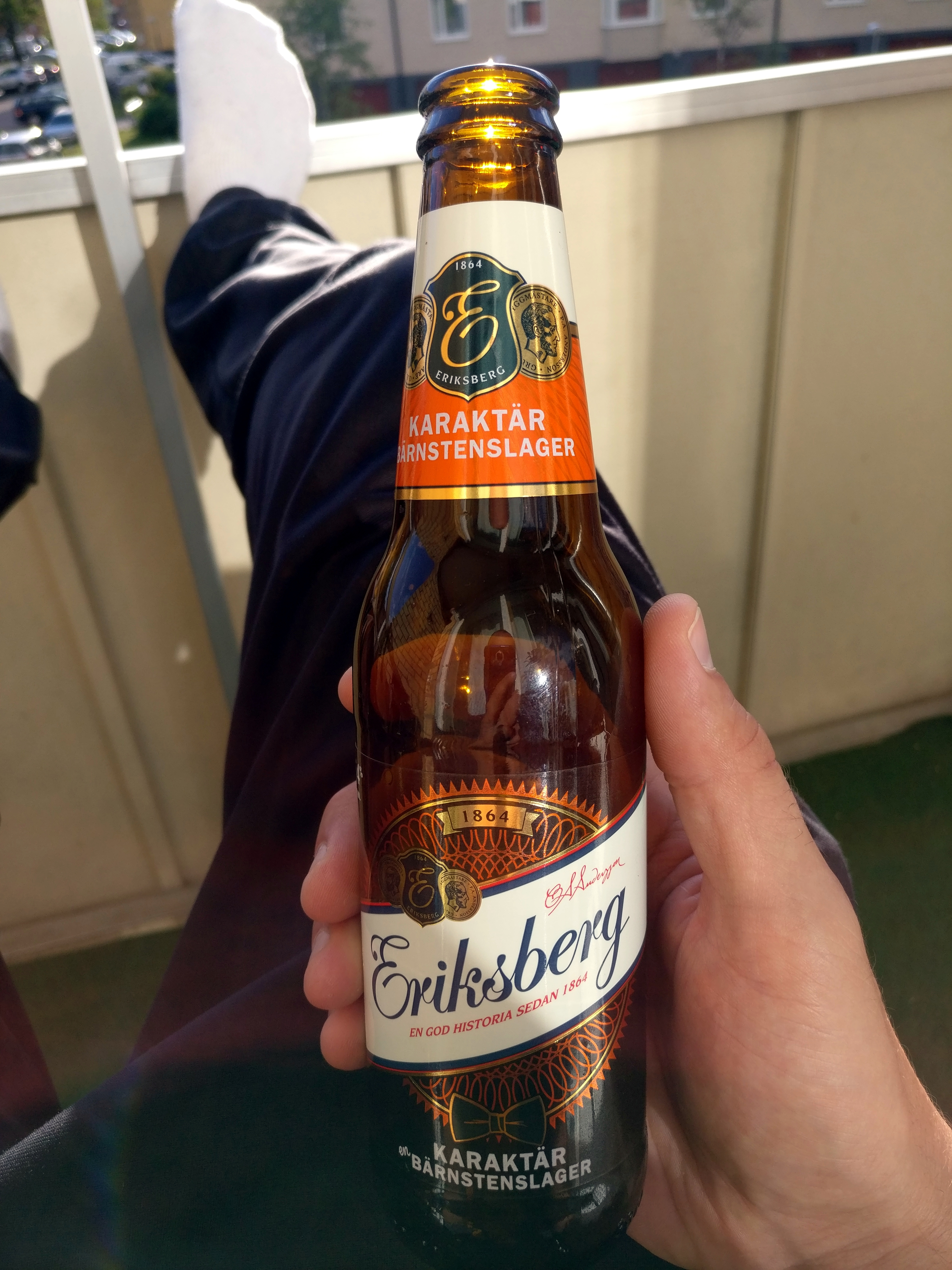
Eriksberg är ett Carlsberg-öl med namn från ett tidigare bryggeri i Göteborg.

Eriksberg är ett svenskt öl som tillverkas av Carlsberg Sverige sedan 1993. Den beskrivs av tillverkaren även som Eriksberg Original.
Ölet har fått sitt namn efter Eriksbergs Bryggeri som låg i Göteborg, ungefär vid Lisebergs södra ingång. Bryggeriet grundlades 1864 och kom så småningom att köpas upp av Pripps.
Eriksberg är en ljus lager av maltig karaktär och med inslag av ljust bröd, honung och aprikos.
Utöver den vanliga Eriksberg ges en rad olika varianter ut, däribland påsköl (sedan 2011), julöl (sedan åtminstone 00-talet) samt alkoholfria alternativ. Eriksbergs julöl anses ibland som Carlsbergs främsta julöl.